# SOX8
SOX8‏ (SRY-box 8) هوَ بروتين يُشَفر بواسطة جين SOX8 في الإنسان.